# Resolutie 462 Veiligheidsraad Verenigde Naties
Resolutie 462 van de Veiligheidsraad van de Verenigde Naties werd aangenomen op 9 januari 1980, als eerste VN-Veiligheidsraadsresolutie van dat jaar. Het aannemen gebeurde met twaalf stemmen tegen twee (DDR en de Sovjet-Unie, en één onthouding (Zambia).
De resolutie was een reactie op de Sovjet-invasie in Afghanistan op 24 december 1979.

## Achtergrond
Tussen 1979 en 1989 vochten de Sovjet-Unie en islamitische verzetsstrijders een oorlog uit, nadat de Sovjet-Unie Afghanistan had bezet. Als permanent lid van de VN-Veiligheidsraad had de Sovjet-Unie er vetorecht, waardoor een resolutie over de kwestie geblokkeerd werd.

## Inhoud
De Veiligheidsraad:
- Heeft het item op de agenda van de 2185e vergadering overwogen.
- Houdt rekening met het gebrek aan unanimiteit onder zijn leden, waardoor de Veiligheidsraad zijn verantwoordelijkheid voor de internationale vrede en veiligheid niet kan uitoefenen.
- Beslist een speciale noodsessie van de Algemene Vergadering samen te roepen om de kwestie te bestuderen.

Lijst ·  462 ·  463 ·  464 ·  465 ·  466 ·  467 ·  468 ·  469 ·  470 ·  471 ·  472 ·  473 ·  474 ·  475 ·  476 ·  477 ·  478 ·  479 ·  480 ·  481 ·  482 ·  483 ·  484